# Paul Fleming

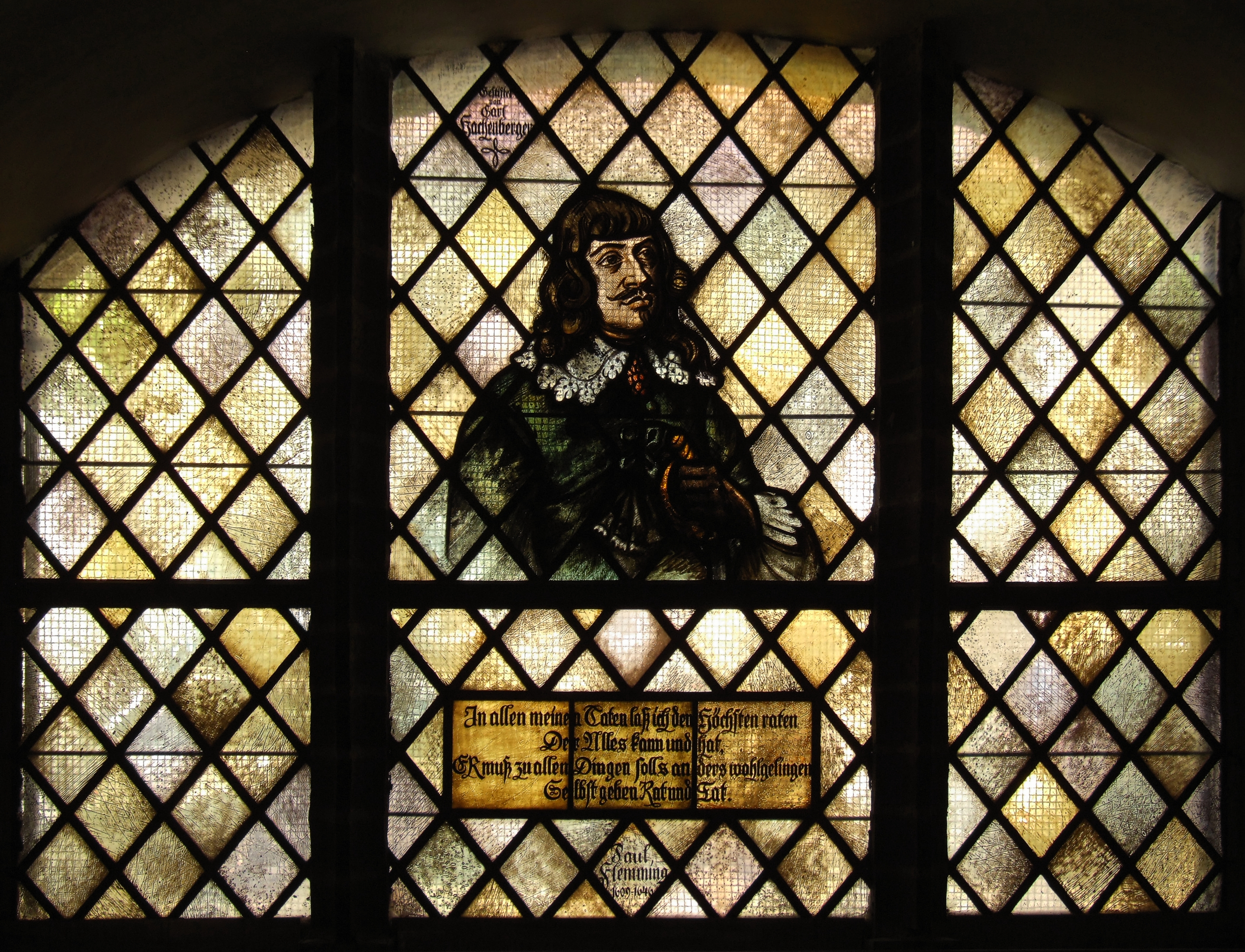
Vyobrazení Paula Fleminga v Lübbenu (Paul-Gerhardt-Kirche Lübben)

Paul Fleming, též Flemming, (5. října 1609 Hartenstein, Sasko – 2. dubna 1640 Hamburk) byl jeden z nejnadanějších německých lyrických básníků z období baroka a lékař. Ve svém díle opěvoval lásku a milostná vzplanutí, nebo naopak jako vlastenec melancholicky popisoval pomíjivost a strádání německého státu během třicetileté války. Další díla vznikala též pod dojmy z jeho cest na východ.

## Biografie
Narodil se v saském Hartensteinu, poté studoval medicínu na lipské univerzitě a doktorát získal na hamburské škole. V letech 1633–1636 se účastnil výpravy do Ruska s holštýnským vévodou Fridrichem III. Odtud potom cestoval až do Íránu. O této cestě poté psal básně, které otiskl ve své knize Nový popis cesty na Východ (1647) další účastník výpravy, Adam Olearius. Ve svých básních popsal krásu Moskvy, seznámil čtenáře s povolžskými pověstmi a bájemi a konečně ho také seznámil s životem prostého Rusa.

## Dílo

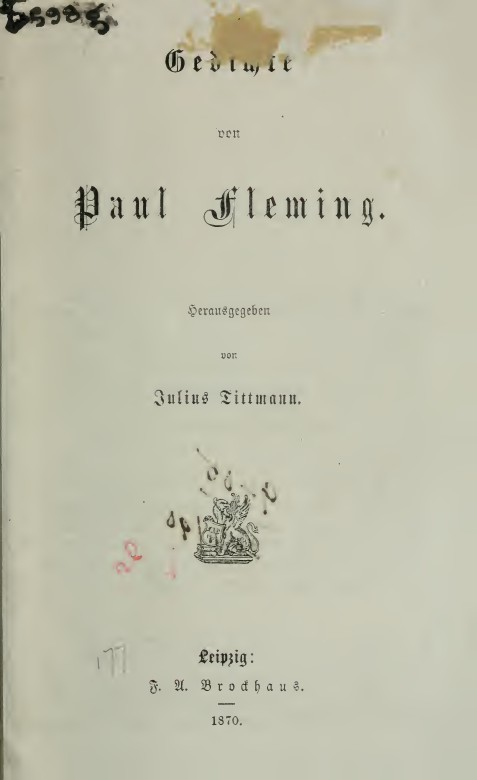
Gedichte

- Óda na nový rok 1633
- Panu Olearovi (1636)